# 開城府 (李氏朝鮮)
開城府（ケソンブ）は、李氏朝鮮において古都の管掌と首都防衛の為に設立された行政機関である。従二品衙門。
李氏朝鮮建国期に設立される。1395年（太祖4年）6月13日に、太祖により開城留後司に改称されたが、1438年（世宗20年）10月15日に復称した。

## 構成
| 官位   | 官職   | 定数 | 備考                               |
| ------ | ------ | ---- | ---------------------------------- |
| 従二品 | 留守   | 2人  | このうちの一人は京畿道観察使を兼任 |
| 従二品 | 管理使 | 2人  | 開城留守が兼任                     |
| 従四品 | 経歴   | 1人  |                                    |
| 従六品 | 従事官 | 1人  | 経歴が兼任                         |
| 従五品 | 都事   | 1人  | 続六典では廃止                     |
| 従六品 | 教授   | 1人  | 大典会通で廃止                     |
| 従九品 | 分教官 | 1人  |                                    |
| 従九品 | 検律   | 1人  |                                    |